# Gare de Clermont-La Pardieu
Pour les articles homonymes, voir Gare de Clermont.
La gare de Clermont-La Pardieu est une gare ferroviaire française de la ligne de Saint-Germain-des-Fossés à Nîmes-Courbessac, située sur le territoire de la commune de Clermont-Ferrand dans le département du Puy-de-Dôme en région Auvergne-Rhône-Alpes.
C’est une halte de la Société nationale des chemins de fer français (SNCF), desservie par des trains TER Auvergne-Rhône-Alpes.

## Situation ferroviaire
Établie à 345 m d’altitude, la gare de Clermont-La Pardieu est située au point kilométrique 422,870 de la ligne de Saint-Germain-des-Fossés à Nîmes-Courbessac entre les gares de Clermont-Ferrand et de Sarliève - Cournon.

## Histoire
La gare de Clermont-La Pardieu est mise en service en 1992 afin de desservir le parc d’activités et le lycée La Fayette.
En 2012 et début 2013, des travaux sont réalisés pour faciliter l’accessibilité, notamment en installant des ascenseurs pour l’accès aux quais, pour un coût d’1,2 million d’euros.

## Service des voyageurs

### Accueil
Halte SNCF, c’est un point d’arrêt non géré (PANG) à accès libre. Elle est équipée d’automates pour l’achat de titres de transport.

### Desserte
Clermont-La Pardieu est desservie par des trains TER Auvergne-Rhône-Alpes, vers les destinations suivantes :
- Clermont-Ferrand – La Pardieu – Issoire – Brioude – Nîmes (ligne 8) ;
- Clermont-Ferrand – La Pardieu – Issoire – Brioude – Le Puy-en-Velay (ligne 26) ;
- Clermont-Ferrand – La Pardieu – Issoire – Arvant – Aurillac (ligne 65) ;
- ainsi que les semi-directs ou omnibus vers Vic-le-Comte, Issoire ou Brioude (ligne 80), ces trains étant parfois prolongés au nord au-delà de Riom.

Trains desservant la halte
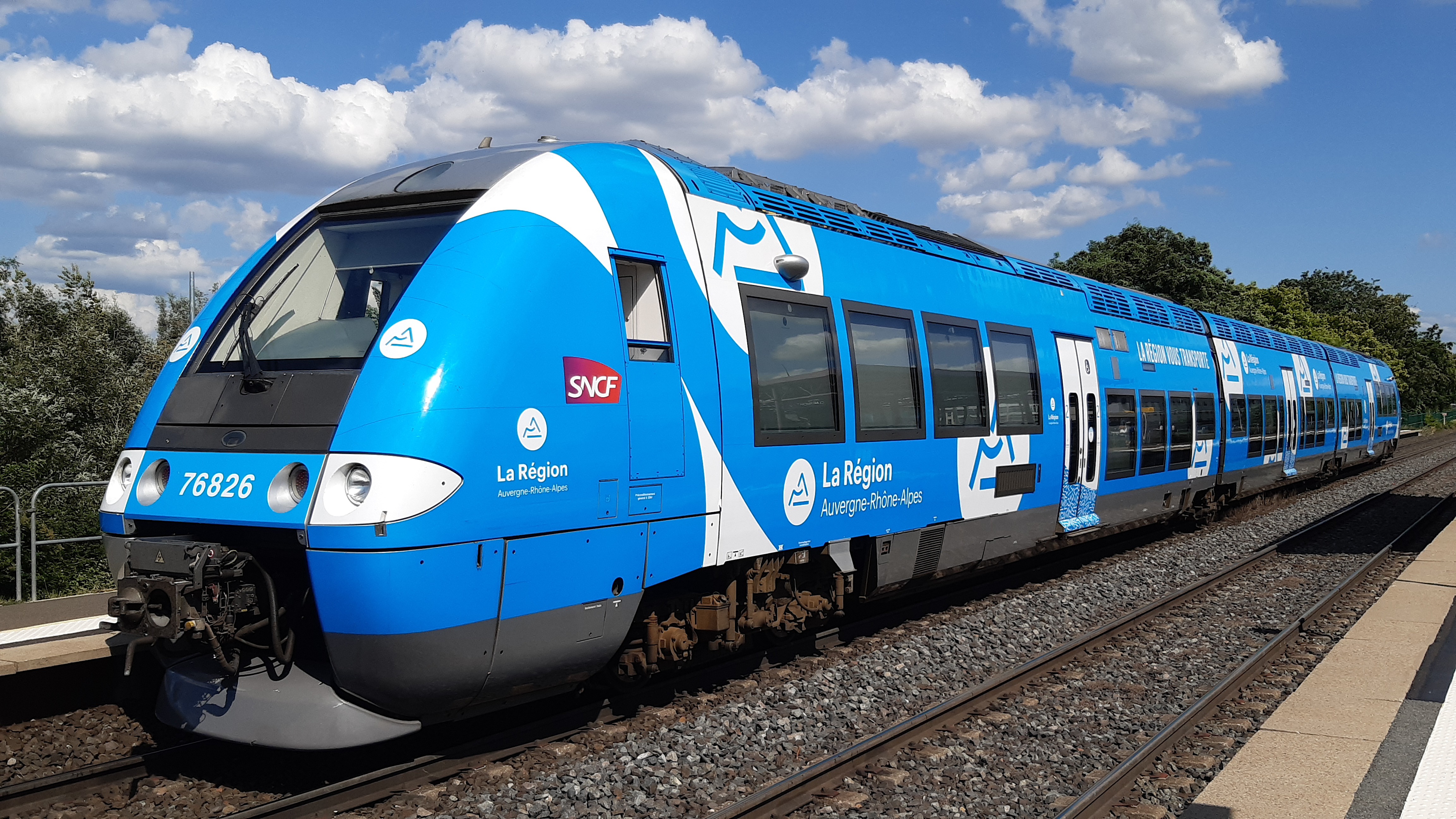
Un X 76500 sur un TER Clermont-Ferrand – Issoire, en juillet 2023.
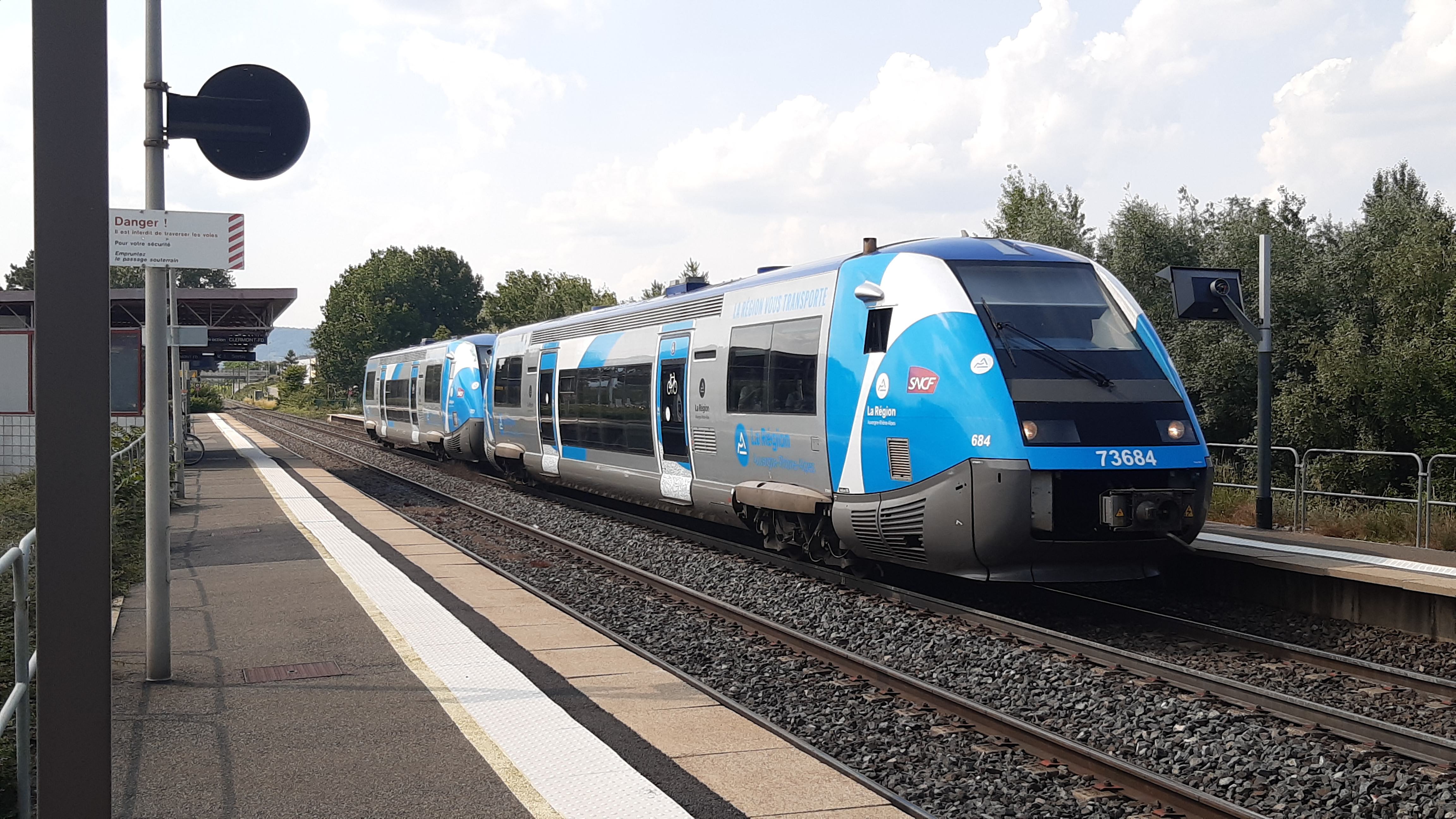
X 73500 sur un TER Clermont-Ferrand – Aurillac, en juin 2023.

### Intermodalité

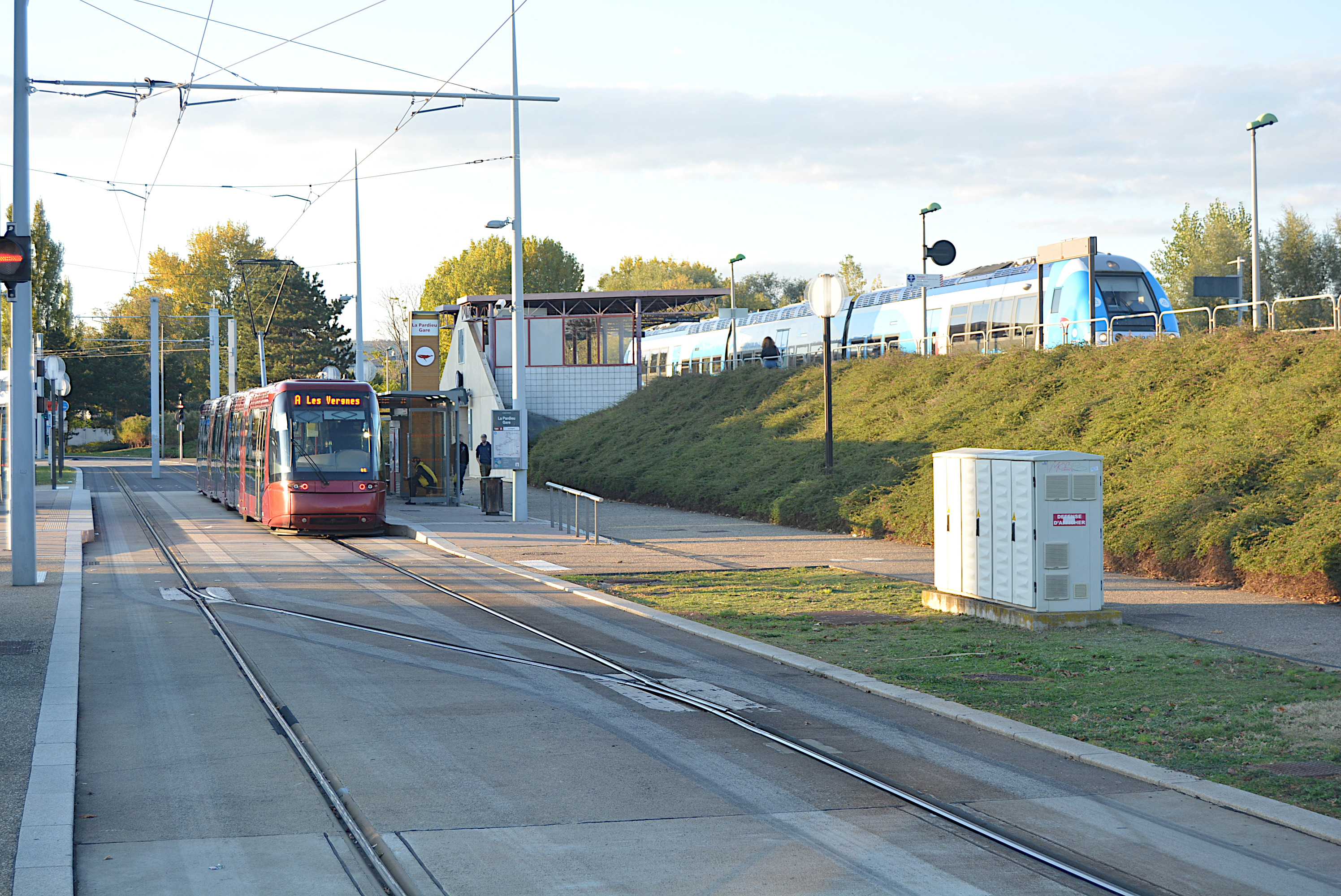
Le tramway de Clermont-Ferrand dessert la gare de La Pardieu et assure la correspondance avec les TER.

Elle est connectée au réseau de transports publics clermontois grâce à la station de tramway La Pardieu Gare, qui est le terminus de la ligne A. Cela permet un accès direct aux étudiants désirant rejoindre le campus des Cézeaux. Elle dessert également le parc technologique de La Pardieu, à proximité, le lycée La-Fayette, et la zone commerciale de la Pardieu. En semaine, la ligne C, 22 et 23 et le dimanche et jours fériés, la ligne C dessert la gare. La ligne 9 dessert la gare (avec trois passages) mais uniquement les dimanches et jours fériés.
Un parc de proximité est aménagé près de la gare, avec une capacité de 120 places.

## Galerie de photographies

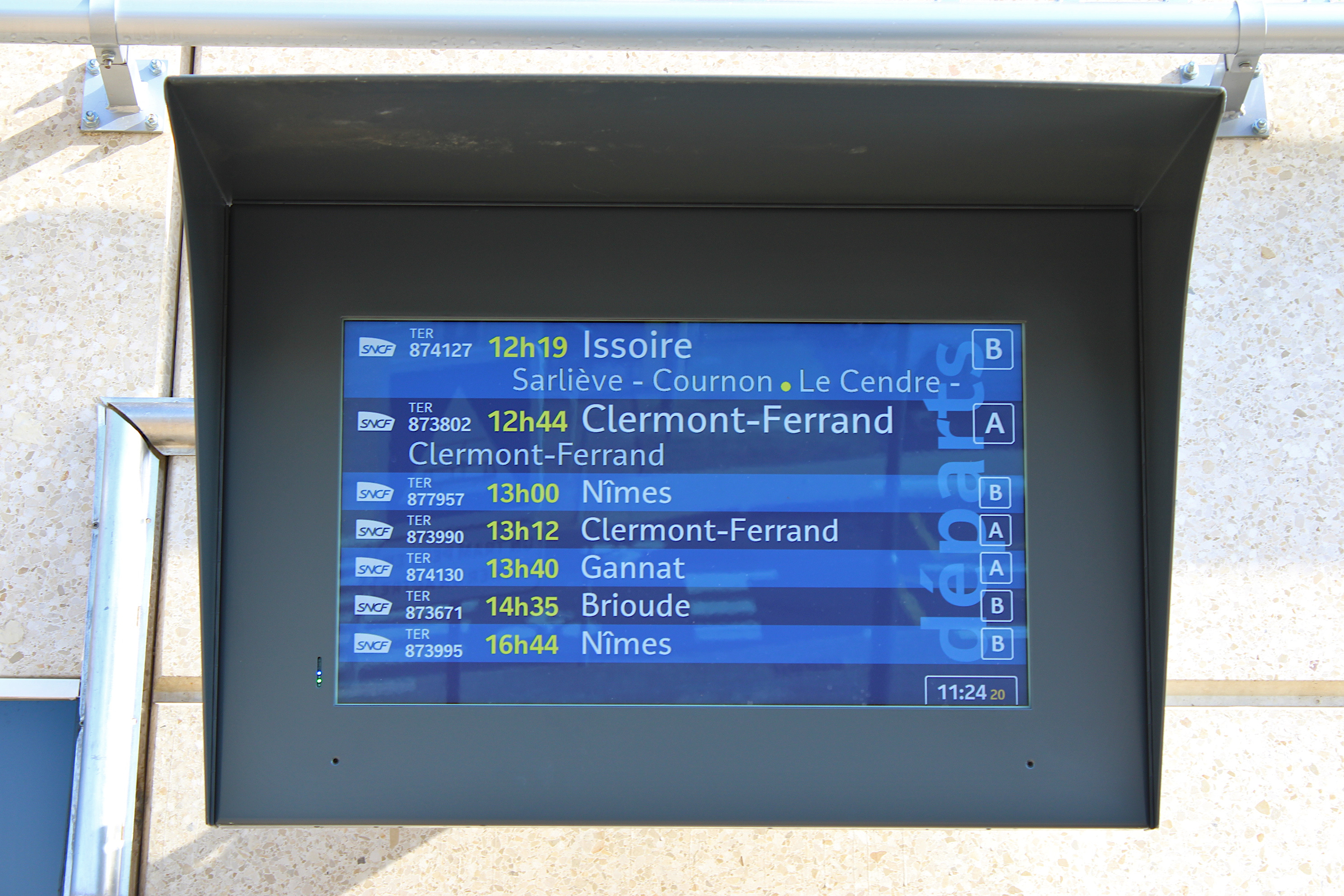
Écran d'information des prochains départs des trains, en octobre 2024.
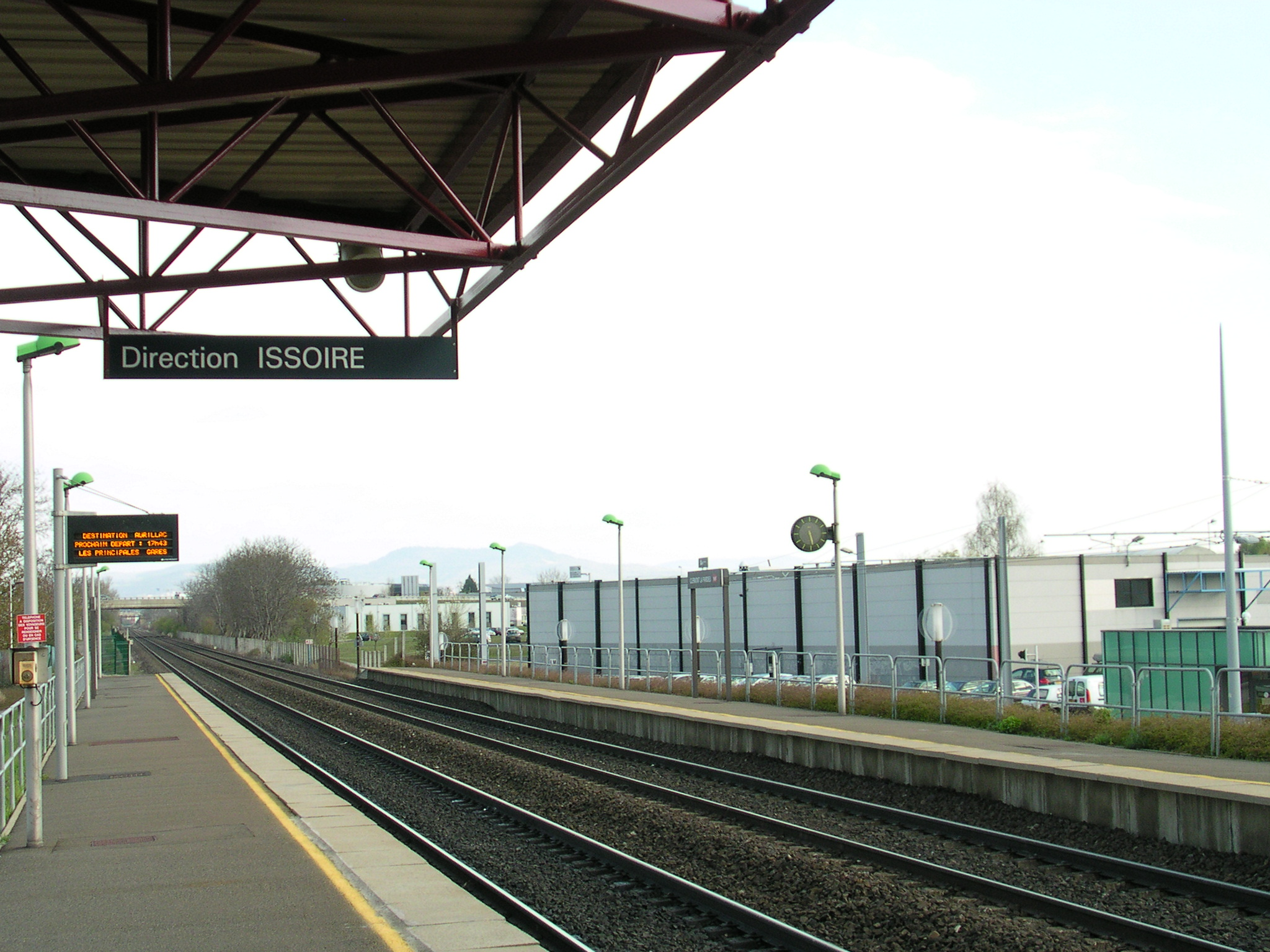
Vue depuis le quai en direction d’Issoire.